# Joaquín Espín y Pérez Colbran
Joaquín Espín y Pérez Colbran (Madrid, 1837 - idem, 1879) fou un director d'orquestra i compositor espanyol.
Va rebre les primeres lliçons musicals del seu pare Joaquín Espín y Guillén (1812-1881), i el 1957 passà a París per a perfeccionar els seus estudis, ingressant en aquell Conservatori per recomana
ió del seu oncle l'il·lustre Rossini. El 1866 acompanyà a la seva germana Julia Espín i Pérez de Collbrand a Milà i després actuà com a director d'orquestra en els principals teatres d'Espanya, França, Itàlia i Rússia, fent-se sempre aplaudir pel seu encert, seguretat i el relleu que sabia imprimir a les obres.
Entre les seves composicions cal citar una gran simfonia que s'executà amb brillant èxit en el Teatre Reial de Madrid.